# 135
135 (CXXXV) var ett normalår som började en fredag i den julianska kalendern.

## Händelser

### Okänt datum
- Simon bar Kokhbas uppror i Judeen tar slut. Han dödas efter 13 december i Bethar, den fästning till vilken han har tagit sin tillflykt. Motståndet fortsätter i Galileen.
- Ett altare till Jupiters ära reses på den plats, där Jerusalems tempel har legat.
- Epictetus skriver Enchiridion (omkring detta år).
- Detta är det sista året i den östkinesiska Handynastins Yangjia-era.

## Födda
- Rabbin Yehudah ha-Nasi eller Juda haNasi, talmudsk judisk vetenskapsman (enligt judisk tradition född samma dag som Rabbi Akiva lider martyrdöden)

## Avlidna
- Simon bar Kokhba, ledare för ett judiskt uppror mot romarna
- Rabbi Akiva, judisk lärd (avrättad av romarna; troligen detta år)